# Paul Horn (Kirchenmusiker)
Paul Horn (* 2. September 1922 in Beimbach; † 28. Juli 2016 in Ravensburg) war ein deutscher Kirchenmusiker, Organist, Komponist und Musikwissenschaftler.

## Leben und Wirken
Paul Horn studierte kriegsbedingt erst ab 1947 Kirchenmusik und Orgel an der Evangelischen Kirchenmusikschule Esslingen am Neckar bei Hans-Arnold Metzger. An der Universität Tübingen studierte er ab 1950 Musikwissenschaft, Theologie und Geschichte und wurde 1954 mit der Arbeit Studien zum Zeitmaß in der Musik Johann Sebastian Bachs – Versuche über seine Kirchenliedbearbeitungen promoviert.
1950 übernahm Horn von Emil Kübler die Stelle des Kantors an der Evangelischen Michaelskirche Degerloch. Von 1954 bis zu seiner Pensionierung 1985 war er Kantor an der Evangelischen Stadtkirche Ravensburg. In dieser Zeit war er auch Bezirkskantor und Orgelsachverständiger des Evangelischen Kirchenbezirks Ravensburg. Bis zu seiner Pensionierung wirkte Horn als Chorleiter des Bachchors Ravensburg. Für die 1967 erbaute neue Orgel der Evangelischen Stadtkirche Ravensburg sowie für andere große und kleinere Orgelneubauten im Kirchenbezirk Ravensburg schuf Horn die Dispositionen der Instrumente.
1963 wurde Horn zum Kirchenmusikdirektor ernannt. Er war zudem auf Einladung von Gerd Witte an der Musikhochschule Trossingen Dozent für Hymnologie und Kirchenmusikgeschichte.
Horns zahlreiche Kompositionen für Orgel und für Chor sind in seiner jahrzehntelangen Praxis als Organist und Chorleiter entstanden und deshalb besonders an die Benutzung im Gottesdienst angepasst. Er schrieb zahlreiche Choralvorspiele für Orgel und Choralsätze für mehrstimmigen Chor. Kirchenkantaten und geistliche Chormusik schrieb Horn für Chor mit Instrumentalbegleitung und für Chor mit obligater Orgel.
Horn erarbeitete zahlreiche Klavierauszüge (Carus-Verlag: 225 Stück) vor allem von Kantaten und Oratorien des Barocks, der Wiener Klassik und der Romantik.
Als Musikwissenschaftler arbeitete Horn bis ins hohe Alter in Zusammenarbeit mit verschiedenen Musikverlagen (Carus-Verlag, Hänssler-Verlag u. a.) und mit anderen Musikwissenschaftlern (Günter Graulich, Herrmann Stern u. a.) an der Schaffung von zeitgemäßem Notenmaterial zur wissenschaftlich korrekten, am Urtext orientierten Aufführung von Kompositionen der verschiedenen Epochen. Dazu gehören Horns Generalbass-Aussetzungen, Orgelbearbeitungen sowie das Partitur-Lektorat vieler Oratorien, Messen, Kantaten, Motetten und Geistlicher Konzerte.

## Werke (Auswahl)

### Kompositionen
- Nun komm, der Heiden Heiland. Adventskonzert für 3-stimmigen gemischten Chor und obligate Orgel
- Auf, auf, mein Herz, mit Freuden. Choralkonzert für 4-stimmigen Chor, 4-stimmigen Bläserchor und Orgel
- Es ist ein Ros’ entsprungen. Kleine Kantate für 3-stimmigen gemischten Chor, zwei Melodieinstrumente und Orgel
- Lobet den Herrn, alle Heiden. Kantate für 3-stimmigen Chor, zwei Melodieinstrumente, Orgel und Bassinstrument ad libitum
- Der Herr ist mein Hirte, Psalm 23. Kleine Kantate für Kinderchor oder Solosopran, zwei Blockflöten und Orgel
- Wie soll ich dich empfangen. Kleine Choralkantate für 4-stimmigen Chor, zwei Trompeten und Orgel
- Wir danken dir, Herr Jesu Christ. Kleine Osterkantate im alten Stil für 4-stimmigen Chor, Bläserchor und Orgel
- Die Erde ist des Herrn, Psalm 24. Kantate für 3- bis 4-stimmigen, gemischten Chor, 2 Blockflöten und Orgel
- Nun freut euch, lieben Christen gmein. Choralkonzert für 4-stimmigen Bläserchor, 4-stimmigen Vokalchor und Orgel
- 16 Choralvorspiele zum Evangelischen Gesangbuch
- Gottesdienstliche Orgelmusik im alten Stil. 4 Präludien und Fugen und 16 Choralvorspiele
- Zwei Intraden für vierstimmigen Bläserchor, 2 Solotrompeten und Pauken

### Choralsätze für gemischten Chor
- O Haupt voll Blut und Wunden
- Nun danket all und bringet Ehr
- Ich will dich lieben, meine Stärke
- O Durchbrecher aller Bande
- In dir ist Freude in allem Leide
- Herzlich tut mich erfreuen
- O Christe, Morgensterne
- Christe, du bist der helle Tag
- In Gottes Namen fahren wir
- Treuer Heiland, wir sind hier